# Nil Maizar
Nil Maizar (ur. 2 stycznia 1970 w Payakumbuhu) – indonezyjski piłkarz, grający na pozycji obrońcy, trener piłkarski.

## Kariera piłkarska

### Kariera klubowa
Wychowanek klubów Persepak Payukumbuh, Diklat Padang i Diklat Ragunan. W 1990 rozpoczął zawodową karierę piłkarską w Sparcie Praga. W 1992 został piłkarzem Semen Padang FC, w którym występował do 1997 roku. Potem przeszedł do PSP Padang.

### Kariera reprezentacyjna
W latach 1987–1991 bronił barw młodzieżowej i narodowej reprezentacji Indonezji.

## Kariera trenerska
Po zakończeniu kariery piłkarskiej rozpoczął karierę szkoleniową. Od 2000 do 2003 trenował młodzieżową drużynę Semen Padang FC. Potem pomagał trenować, a od 2010 do 2012 prowadził Semen Padang FC.
Od kwietnia 2012 do marca 2013 prowadził narodową reprezentację Indonezji. Potem pracował w sztabie szkoleniowym reprezentacji.
W maju 2014 objął stanowisko głównego trenera Putra Samarinda FC.

## Sukcesy i odznaczenia

### Sukcesy klubowe
- zdobywca Pucharu Indonezji: 1992

### Sukcesy trenerskie
- mistrz Indonezji: 2012